# Alice Pike Barney
Alice Pike Barney (nascida Alice Pike; 1857–1931) foi uma pintora norte-americana. Ela era ativa em Washington, D.C., e trabalhou para fazer de Washington um centro das artes. Suas duas filhas eram a escritora e anfitriã de salão literário Natalie Clifford Barney e a escritora bahá'í Laura Clifford Barney.